# سلامة ادارة العمليات
سلامة إدارة العمليات هي مجال هندسي متعدد التخصصات يركز على دراسة ومنع وإدارة الحرائق والانفجارات والحوادث الكيميائية واسعة النطاق (مثل تسرب الغاز السام) في محطات المعالجة أو المنشآت الأخرى التي تتعامل مع المواد الخطرة، مثل مصافي النفط ومنشآت النفط. منشآت إنتاج الغاز (البرية والبحرية). ومن ثم، فإن سلامة العمليات تهتم عمومًا بمنع ومراقبة وتخفيف والتعافي من إطلاقات المواد الخطرة غير المقصودة التي يمكن أن يكون لها تأثير خطير على الأشخاص (في الموقع وخارجه)، والمصنع و/أو البيئة.

## التعريف والنطاق
يحدد معهد البترول الأمريكي سلامة العمليات على النحو التالي:
إطار منضبط لإدارة سلامة أنظمة التشغيل والعمليات الخطرة من خلال تطبيق مبادئ التصميم الجيدة والممارسات الهندسية والتشغيل والصيانة. إنه يتعامل مع منع ومراقبة الأحداث التي لديها القدرة على إطلاق مواد أو طاقة خطرة. يمكن أن تسبب مثل هذه الأحداث تأثيرات سامة أو حريقًا أو انفجارًا ويمكن أن تؤدي في النهاية إلى إصابات خطيرة وأضرار في الممتلكات وفقدان الإنتاج وتأثير على البيئة.
وقد تم تقديم نفس التعريف من قبل الرابطة الدولية لمنتجي النفط والغاز (IOGP). يقدم مركز سلامة العمليات الكيميائية (CCPS) التابع للمعهد الأمريكي للمهندسين الكيميائيين (AIChE) ما يلي:
مجال يركز على الوقاية من الحرائق والانفجارات والانبعاثات الكيميائية العرضية في منشآت المعالجة الكيميائية.
عادةً ما يتناقض نطاق سلامة العمليات مع السلامة والصحة المهنية (OSH). في حين أن كلا المجالين يتعاملان مع الظروف الخطيرة والأحداث الخطرة التي تحدث في مواقع العمل و/أو أثناء القيام بواجبات الوظيفة، إلا أنهما يختلفان على عدة مستويات. تهتم سلامة العمليات في المقام الأول بالأحداث التي تنطوي على مواد خطرة والتي من المحتمل أن تتصاعد إلى حوادث كبيرة. يتم تعريف الحادث الكبير عادةً على أنه حدث يتسبب في وفيات متعددة وتأثير بيئي واسع النطاق و/أو عواقب مالية كبيرة. إن عواقب الحوادث الكبرى، رغم أنها تقتصر عادة على موقع العمل، يمكن أن تتغلب على حدود المصنع أو التركيب، مما يسبب تأثيرًا كبيرًا خارج الموقع. وعلى النقيض من ذلك، تركز السلامة والصحة المهنية على الأحداث التي تسبب ضررًا لعدد محدود من العمال (عادةً واحد أو اثنان لكل حدث)، ولها عواقب تقتصر على حدود موقع العمل، ولا تنطوي بالضرورة على اتصال غير مقصود مع أحد العاملين. المواد الخطرة. وبالتالي، على سبيل المثال، يعد تسريب في خزان مواد قابلة للاشتعال مما يؤدي إلى نشوب حريق أحد أحداث سلامة العمليات، في حين أن السقوط من الارتفاع الذي يحدث أثناء فحص الخزان يعد حدثًا للسلامة والصحة المهنية. على الرغم من أنها قد تؤدي إلى تأثير أكبر بكثير على الأشخاص والأصول والبيئة، إلا أن حوادث سلامة العمليات أقل تواتراً بكثير من أحداث السلامة والصحة المهنية، حيث تمثل الأخيرة غالبية الوفيات في مكان العمل.ومع ذلك، فإن تأثير حدث رئيسي واحد يتعلق بسلامة العمليات على جوانب مثل الموارد البيئية الإقليمية، أو سمعة الشركة، أو التصور المجتمعي للصناعات الكيميائية والصناعات التحويلية، يمكن أن يكون كبيرًا جدًا وعادةً ما يحظى برؤية بارزة في وسائل الإعلام.
إن الخطوة المحورية في حادث سلامة العمليات، والتي يمكن حولها بناء سلسلة من أسباب الحوادث وتصعيدها (بما في ذلك حواجز السلامة الوقائية والسيطرة/التخفيفية)، هي بشكل عام فقدان احتواء المواد الخطرة. وهذا هو الحدوث الذي يحرر الطاقة الكيميائية المتاحة لتحقق العواقب الضارة. العزل غير الكافي، والتدفق، والتفاعل الكيميائي الجامح أو غير المخطط له، والمعدات المعيبة، والخطأ البشري، والانتهاك الإجرائي، والإجراءات غير الكافية، والانسداد، والتآكل، وتدهور خصائص المواد، والإجهاد الميكانيكي المفرط، والتعب، والاهتزاز، والضغط الزائد، والتركيب غير الصحيح هي الأسباب المباشرة المعتادة لمثل هذا الفشل في الاحتواء. إذا كانت المادة قابلة للاشتعال وواجهت مصدر اشتعال، فسوف يحدث حريق. في ظل ظروف معينة، مثل الازدحام المحلي (على سبيل المثال، الناشئ عن الهياكل والأنابيب في المنطقة التي حدث فيها الإطلاق أو هاجرت سحابة الغاز القابلة للاشتعال)، يمكن أن تتسارع مقدمة اللهب لسحابة الغاز القابلة للاشتعال وتتحول إلى انفجار، مما قد يسبب الضغط الزائد يلحق الضرر بالمعدات والهياكل القريبة ويضر بالناس. إذا كانت المادة الكيميائية المنطلقة غازًا سامًا أو سائلًا أبخرته سامة، فتحدث سحابة غازية سامة قد تؤذي أو تقتل الأشخاص محليًا عند مصدر الإطلاق أو عن بعد، إذا لم يؤدي حجمها والظروف الجوية إلى حدوثها على الفور التخفيف إلى أقل من عتبات التركيز الخطرة. الحرائق والانفجارات والسحب السامة هي الأنواع الرئيسية للحوادث التي تتعلق بسلامة العمليات.
في مجال استخراج النفط والغاز البحري، والإنتاج، وخطوط الأنابيب تحت سطح البحر، يُفهم أحيانًا أن نظام سلامة العمليات يمتد إلى الحوادث الكبرى التي لا ترتبط بشكل مباشر بمعالجة المواد الخطرة أو تخزينها أو نقلها. في هذا السياق، يتم تحليل وإدارة احتمالات وقوع حوادث مثل اصطدام السفن بمنصات النفط، أو فقدان استقرار هيكل FPSO، أو حوادث نقل الطاقم (مثل حوادث طائرات الهليكوبتر أو القوارب)، باستخدام أدوات نموذجية لسلامة العمليات.
وترتبط سلامة العمليات عادةً بمرافق العمليات والتخزين البرية الثابتة، بالإضافة إلى منشآت الإنتاج و/أو التخزين البحرية الثابتة والعائمة. ومع ذلك، يمكن استخدام أدوات سلامة العمليات في كثير من الأحيان (ولو بدرجات متفاوتة) لتحليل وإدارة النقل السائب للمواد الخطرة، مثل ناقلات الطرق وعربات صهاريج السكك الحديدية والناقلات البحرية وخطوط الأنابيب البرية والبحرية. المجالات الصناعية التي تشترك في أوجه التشابه مع صناعات العمليات الكيميائية، والتي غالبًا ما تنطبق عليها مفاهيم سلامة العمليات، هي الطاقة النووية، وإنتاج طاقة الوقود الأحفوري، والتعدين، وصناعة الصلب، والمسابك، وما إلى ذلك. وتتبع بعض هذه الصناعات، ولا سيما الطاقة النووية، نهجًا شديد الأهمية على غرار سلامة العمليات، والتي يشار إليها عادةً بسلامة النظام.

## تاريخ سلامة العمليات
في بداية الصناعة الكيميائية، كانت العمليات بسيطة نسبيًا وكانت التوقعات المجتمعية المتعلقة بالسلامة منخفضة وفقًا لمعايير اليوم. مع تطور التكنولوجيا الكيميائية وزيادة تعقيدها، وفي الوقت نفسه، زيادة التوقعات المجتمعية للسلامة في الأنشطة الصناعية، أصبح من الواضح أن هناك حاجة إلى خبرة ومعرفة متخصصة بشكل متزايد في مجال السلامة ومنع الخسائر في الصناعة الكيميائية. كان لدى المنظمات العاملة في الصناعات التحويلية في الأصل مراجعات سلامة للعمليات التي تعتمد على تجربة وخبرة الأشخاص في المراجعة. في منتصف القرن العشرين، بدأت تقنيات المراجعة الأكثر رسمية في الظهور. وتضمنت هذه المراجعة مراجعة المخاطر وقابلية التشغيل (HAZOP)، التي طورتها شركة ICI في الستينيات، وتحليل أنماط الفشل وآثاره (FMEA)، وقوائم المراجعة ومراجعات "ماذا لو". وكانت هذه في الغالب تقنيات نوعية لتحديد مخاطر العملية.
بدأت أيضًا تقنيات التحليل الكمي، مثل تحليل شجرة الأخطاء (FTA، التي كانت مستخدمة من قبل الصناعة النووية)، وتقييم المخاطر الكمي (QRA، والذي يشار إليه أيضًا باسم تحليل المخاطر الكمي)، وتحليل طبقة الحماية (LOPA). لاستخدامها في الصناعات التحويلية في السبعينيات والثمانينيات والتسعينيات. وقد تم تطوير تقنيات النمذجة لتحليل عواقب الانسكابات والإطلاقات والانفجارات والتعرض للمواد السامة.
بدأ استخدام مصطلح "سلامة العمليات" بشكل متزايد لتعريف مجال الدراسة الهندسي هذا. كان من المفهوم بشكل عام أنه فرع من الهندسة الكيميائية، لأنه يعتمد في المقام الأول على فهم العمليات الكيميائية الصناعية، كما هو موضح في تقنية HAZOP. ومع مرور الوقت، استوعبت مجموعة من العناصر من التخصصات الأخرى (مثل الكيمياء والفيزياء للنمذجة الرياضية للإطلاقات، والحرائق والانفجارات، وهندسة الأجهزة، وإدارة الأصول، والعوامل البشرية وبيئة العمل، وهندسة الموثوقية، وما إلى ذلك)، وبالتالي أصبحت نسبيا مجال هندسي متعدد التخصصات، على الرغم من أنه يظل في جوهره مرتبطًا بقوة بفهم التكنولوجيا الكيميائية للعمليات الصناعية. وقد سادت عبارة "سلامة العمليات" تدريجيًا على المصطلحات البديلة؛ على سبيل المثال، فرانك ب. ليز في عمله الضخم منع الخسائر في الصناعات التحويلية إما استخدم التعبير الفخري أو "السلامة ومنع الخسارة"، وكذلك فعل تريفور كليتز، وهو شخصية مركزية في تطوير هذا المفهوم. تأديب. ومن أوائل المنشورات التي استخدمت هذا المصطلح بمعناه الحالي هو دليل سلامة العمليات الصادر عن شركة داو للكيماويات.
وبحلول منتصف السبعينيات وأواخرها، أصبحت سلامة العمليات تخصصًا تقنيًا معترفًا به. قام المعهد الأمريكي للمهندسين الكيميائيين (AIChE) بتشكيل قسم السلامة والصحة التابع له في عام 1979.[13] في عام 1985، أنشأ AIChE مركزًا لسلامة العمليات الكيميائية (CCPS)، وذلك جزئيًا استجابة لمأساة بوبال التي وقعت في العام السابق.
لقد كانت الدروس المستفادة من الأحداث الماضية أساسية في تحديد التقدم المحرز في سلامة العمليات. بعض الحوادث الكبرى التي شكلت هذا التخصص كتخصص هندسي هي:
كارثة فليكسبورو (1974)
تسريب الغاز السام سيفيزو (1976)
تسريب الغاز السام في بوبال (1984)، أسوأ حادث صناعي وقع على الإطلاق من حيث عدد الوفيات
كارثة منصة النفط بايبر ألفا (1988)
انفجار مصفاة مدينة تكساس (2005)
حريق خزانات بونسفيلد (2005)
انفجار ديب ووتر هورايزن و[./Https://en.wikipedia.org/wiki/Deepwater_Horizon_oil_spill تسرب النفط] (2010).

### أهم موضوعات سلامة العمليات
فيما يلي قائمة بالموضوعات التي يتم تناولها في سلامة العمليات. هناك بعض التداخلات مع المجالات المماثلة من التخصصات الأخرى، وخاصة السلامة والصحة المهنية (OSH)، على الرغم من أن التركيز في سلامة العمليات سيكون دائمًا على وجه التحديد على فقدان السيطرة في التعامل مع المواد الخطرة على المستوى الصناعي.
- تنظيم سلامة العمليات، والذي تم وضعه في العديد من البلدان في العقود الماضية.
- تجميع الاتجاهات والإحصائيات لأحداث سلامة العمليات السابقة.
- دراسة حالات تاريخ حوادث العمليات السابقة.
- التحقيق في حادث العملية.
- تصميم أكثر أمانًا بطبيعته.
- ثقافة سلامة العمليات.
- إدارة سلامة العمليات (PSM). يغطي PSM جوانب إدارة الأعمال والعمليات المعروفة بأهميتها في منع حوادث العمليات أو إدارتها أو التخفيف من آثارها. وتشمل هذه، على سبيل المثال لا الحصر، الامتثال للمعايير، وكفاءة المشغلين، ومشاركة القوى العاملة، وإجراءات التشغيل وممارسات العمل الآمنة، وإدارة سلامة الأصول (لضمان أداء الأنظمة المهمة لسلامة المصنع)، وإدارة المقاولين، وإدارة التغيير. والاستعداد التشغيلي واختيار وصيانة مقاييس سلامة العمليات وتدقيق السلامة وما إلى ذلك.
- تحديد المخاطر، باستخدام طرق مثل عمليات التدقيق، وقوائم المراجعة، ومراجعة MSDS، والتحليل التاريخي، ومراجعات تحديد المخاطر (HAZID)، وتقنية ماذا لو المنظمة (SWIFT)، ودراسات المخاطر وقابلية التشغيل (HAZOP)، وتحليل وضع الفشل وآثاره (FMEA) ، إلخ.
- جوانب العوامل البشرية وبيئة العمل، خاصة فيما يتعلق بأهمية وقابلية تشغيل الصمامات، وإدارة الإنذارات، ومنع وتخفيف أخطاء مشغلي غرفة التحكم، وما إلى ذلك.
- تجنب وتخفيف آثار المخاطر الطبيعية التي تؤدي إلى حوادث تكنولوجية، أي العوامل البيئية الخارجية، مثل الزلازل والطقس الشديد، التي يمكن أن تتصاعد إلى حادث عملية كبير إذا تأثرت مرافق العملية. مثال على حدث هو انفجار أركيما عام 2017 في كروسبي، تكساس، والذي نجم عن إعصار هارفي.[18]
- الدراسة الفيزيائية والكيميائية والنمذجة:
- معدلات انبعاث السوائل الناتجة عن فقدان الاحتواء العرضي.
- تشتت الغاز، لتقييم مدى وصول حدود التركيز السامة والقابلة للاشتعال.
- الحرائق (عادةً ما تكون على شكل حرائق حمامات السباحة، أو حرائق الطائرات النفاثة، أو حرائق الوميض، أو الكرات النارية)، من حيث مصادر الاشتعال، والانتشار، ونقل الطاقة الإشعاعية، وانتشار الدخان.
- الانفجارات (انفجارات سحابة البخار، انفجارات الغبار، الانفجارات) وانفجارات الأوعية المغلقة، مثل تلك الناتجة عن التفاعلات الجامحة.
- فهم ونمذجة مدى تعرض الناس لتأثير الحرائق (الإشعاع الحراري، واستنشاق الدخان)، والانفجارات (الضغط الزائد للانفجار، والصواريخ، وما إلى ذلك)، واستنشاق الغازات السامة. يتضمن هذا المجال عناصر من علم وظائف الأعضاء البشرية، وعلم السموم، والإحصائيات.
- نمذجة آثار الحرائق والانفجارات على الهياكل ومعدات العمليات، لتقييم احتمال تصاعد الحادث إلى مخزونات إضافية من المواد الخطرة أو إتلاف المرافق الحيوية لإدارة الطوارئ (مثل أنظمة خفض الضغط والتوهج، ومرافق مكافحة الحرائق، ومباني الملاجئ، غرف التحكم، وقوارب النجاة في المنشآت البحرية، وما إلى ذلك).
- تقييم مخاطر العملية، الذي يجمع بين تقييم العواقب العرضية لسيناريوهات المخاطر المحددة، وتأثيراتها على الأشخاص والأصول الحيوية ومع احتمالية ماذا لو و/أو التكرار الذي من المتوقع أن تحدث به السيناريوهات العرضية. تتضمن تقنيات تقييم المخاطر مؤشرات المخاطر، وتحليل المخاطر الأولي (PreHA، والذي يتم إنجازه عادةً عن طريق استخدام مصفوفة المخاطر)، وتحليل شجرة الأخطاء (FTA)، وتحليل شجرة الأحداث (ETA)، وتحليل طبقة الحماية (LOPA، والذي غالبًا ما يكون تستخدم لتحديد مستوى سلامة السلامة [SIL] لوظائف أدوات السلامة)، وتقييم المخاطر الكمي (QRA)، وتقييم المخاطر الديناميكية وما إلى ذلك.
- دعم اتخاذ القرارات على أساس المخاطر. ومن المقبول عادة أنه لا يمكن القضاء على المخاطر، وأنه سيتم قبول قدر معين من المخاطر المتبقية إذا كانت الفوائد الاجتماعية أو المالية أو غيرها من الفوائد للعملية الخطرة تجعلها مرغوبة. ومن أمثلة أدوات صنع القرار معايير تخطيط استخدام الأراضي، ومبدأ ALARP (الذي قد يتطلب تحليل التكلفة والعائد الذي ينطوي في بعض الأحيان على افتراضات مثيرة للجدل حول قيمة حياة الإنسان).
- إدارة الطوارئ في الموقع وخارج الموقع لحوادث العمليات.

يرتبط تصميم الأنظمة التالية ارتباطًا وثيقًا بسلامة العمليات، على الرغم من أنها لا تنتمي إلى مجالها لأسباب تاريخية عادةً (لاحظ مع ذلك أن اختيارها غالبًا ما يكون مسؤولية مهندس متخصص في سلامة العمليات):
- تعريف معدات العملية والمواصفات الميكانيكية والحرارية للأنابيب (من قبل مهندسي العمليات والميكانيكا).
- تصميم أجهزة تخفيف الضغط، مثل أقراص التمزق وصمامات التنفيس (من قبل مهندسي الميكانيكا، بدعم من مهندسي العمليات).
- تصميم أنظمة خفض الضغط والتوهج (من قبل مهندسي العمليات).
- تصميم مرافق تصريف السوائل في حالات الطوارئ (من قبل مهندسي العمليات).
- تصميم أنظمة منع الاشتعال، مثل أوعية الضغط الخاملة (عادةً في مجال هندسة العمليات)، ومانعات اللهب (الهندسة الميكانيكية)، والمعدات المستخدمة في الأجواء المتفجرة (تُركت إلى حد كبير لمهندسي الكهرباء).
- إن تصميم مرافق الحماية من الحرائق السلبية ومرافق مكافحة الحرائق النشطة (مثل مضخات مياه الإطفاء والتوزيع وما إلى ذلك)، عادة ما يكون تحت إشراف متخصصي الحماية من الحرائق.

## إدارة سلامة العمليات
الشركات التي تعتمد أعمالها بشكل كبير على استخراج المواد الخطرة ومعالجتها وتخزينها و/أو نقلها، عادةً ما تقوم بدمج عناصر إدارة سلامة العمليات (PSM) ضمن نظام إدارة الصحة والسلامة الخاص بها. تم تنظيم PSM بشكل خاص من قبل إدارة السلامة والصحة المهنية بالولايات المتحدة في عام 1992. لا يزال نموذج إدارة السلامة والصحة المهنية (OSHA) لـ PSM مستخدمًا على نطاق واسع، ليس فقط في الولايات المتحدة ولكن أيضًا على المستوى الدولي. أصبحت النماذج واللوائح المماثلة الأخرى متاحة منذ ذلك الحين، ولا سيما من قبل وكالة حماية البيئة، ومركز سلامة العمليات الكيميائية (CCPS)،ومعهد الطاقة في المملكة المتحدة.
يتم تنظيم مخططات PSM في "عناصر". تعتمد المخططات المختلفة على قوائم مختلفة من العناصر. هذا هو مخطط CCPS لسلامة العمليات القائمة على المخاطر، والذي يمكن التوفيق بينه وبين معظم مخططات PSM الأخرى المعمول بها:
- الالتزام بسلامة العمليات
- ثقافة سلامة العمليات
- الامتثال للمعايير
- كفاءة سلامة العمليات
- مشاركة القوى العاملة
- التواصل مع أصحاب المصلحة
- فهم المخاطر والمخاطر
- عملية المعرفة وإدارة الوثائق
- تحديد المخاطر وتحليل المخاطر
- إدارة المخاطر
- إجراءات التشغيل
- ممارسات العمل الآمنة (مثل نظام تصريح العمل)
- إدارة سلامة الأصول
- إدارة المقاولين
- التدريب وضمان الأداء
- ادارة التغيير
- الاستعداد التشغيلي
- سير العمليات
- إدارة الطوارئ
- تعلم من التجربة
- تحقيق الحادثة
- مقاييس سلامة العمليات وقياس الأداء
- التدقيق
- مراجعة الإدارة والتحسين المستمر

على الرغم من أنها مصممة في الأصل بشكل بارز للمحطات في مرحلة التشغيل، إلا أنه يمكن، بل ويجب، تنفيذ عناصر PSM خلال دورة حياة المشروع بأكملها، حيثما ينطبق ذلك. ويشمل ذلك التصميم (من التحميل الأمامي إلى التصميم التفصيلي)، وشراء المعدات، والتشغيل، والعمليات، والتغييرات المادية والتنظيمية، وإيقاف التشغيل.
نموذج شائع يستخدم لتمثيل وشرح مختلف الأنظمة المختلفة والمترابطة المتعلقة بتحقيق سلامة العمليات تم وصفه بواسطة نموذج الجبن السويسري لجيمس تي ريزون. في هذا النموذج، يتم تصوير الحواجز التي تمنع وقوع حادث كبير وتكتشفه وتتحكم فيه وتخفف من حدته على شكل شرائح، تحتوي كل منها على عدد من الثقوب. تمثل الثقوب عيوبًا في الحاجز، والتي يمكن تعريفها بأنها معايير أداء محددة. كلما تمت إدارة الحاجز بشكل أفضل، كلما كانت هذه الثقوب أصغر. عندما يقع حادث كبير، يكون هذا دائمًا بسبب اصطفاف جميع العيوب الموجودة في الحواجز (الثقوب). إن تعدد الحواجز هو الذي يوفر الحماية.